# Бобслей на зимових Олімпійських іграх 2018 — четвірки (чоловіки)
Змагання з бобслею у четвірках серед чоловіків на зимових Олімпійських іграх 2018 відбулися 18–19 лютого в Центрі санного спорту «Альпензія» неподалік Пхьончхана, Південна Корея.

## Результати
| Місце | Номер | Країна                       | Спортсмени                                                                      | Заїзд 1  | Заїзд 2 | Заїзд 3 | Заїзд 4 | Загалом | Відставання |
| ----- | ----- | ---------------------------- | ------------------------------------------------------------------------------- | -------- | ------- | ------- | ------- | ------- | ----------- |
| 1     | 7     | Німеччина                    | Франческо Фрідріх Канді Бауер Мартін Гроткопп Торстен Маргіс                    | 48.54 TR | 49.01   | 48.76   | 49.54   | 3:15.85 | –           |
| 2     | 8     | Німеччина                    | Ніко Вальтер Кевін Куске Александер Родігер Ерік Франке                         | 48.74    | 49.16   | 48.90   | 49.58   | 3:16.38 | +0.53       |
| 2     | 1     | Південна Корея               | Вон Юн Чжон Чон Джон Лін Со Йон У Кім Дон Хьон                                  | 48.65    | 49.19   | 48.89   | 49.65   | 3:16.38 | +0.53       |
| 4     | 16    | Швейцарія                    | Ріко Петер Томас Амрайн Сімон Фрідлі Міхаель Куонен                             | 49.05    | 49.16   | 48.87   | 49.51   | 3:16.59 | +0.74       |
| 5     | 10    | Латвія                       | Оскар Мелбардіс Даумантс Дрейшкенс Арвіс Вілкасте Яніс Стренга                  | 48.82    | 49.39   | 48.91   | 49.53   | 3:16.65 | +0.80       |
| 6     | 9     | Канада                       | Джастін Кріппс Джессі Ламсден Александер Копач Олусеї Сміт                      | 48.85    | 49.28   | 48.95   | 49.61   | 3:16.69 | +0.84       |
| 7     | 14    | Австрія                      | Бен'ямін Маєр Кіліан Вальх Маркус Заммер Денуц Молдован                         | 49.10    | 49.21   | 49.03   | 49.56   | 3:16.90 | +1.05       |
| 8     | 6     | Німеччина                    | Йоганнес Лохнер Крістіан Позер Крістофер Вебер Крістіан Расп                    | 48.95    | 49.26   | 49.10   | 49.80   | 3:17.11 | +1.26       |
| 9     | 13    | США                          | Коді Баске Еван Вейнсток Стівен Ленгтон Сем Макгаффі                            | 49.09    | 49.26   | 49.08   | 49.77   | 3:17.28 | +1.43       |
| 10    | 12    | Латвія                       | Оскарс Кіберманіс Яніс Янсонс Хелвійс Лусіс Матісс Мікніс                       | 49.18    | 49.26   | 49.34   | 49.63   | 3:17.41 | +1.56       |
| 11    | 18    | Франція                      | Луак Костерг Венсан Рікар Венсан Кастель Доріан Отервіль                        | 49.09    | 49.36   | 49.19   | 49.92   | 3:17.56 | +1.71       |
| 12    | 21    | Канада                       | Нік Полоніато Кемерон Стоунз Джошуа Кіркпатрік Бен Коквелл                      | 49.40    | 49.23   | 49.51   | 49.67   | 3:17.81 | +1.96       |
| 13    | 5     | Польща                       | Матеуш Лютий Арнольд Здебяк Лукаш Медзик Гжегож Коссаковський                   | 49.04    | 49.59   | 49.46   | 49.80   | 3:17.89 | +2.04       |
| 14    | 3     | Швейцарія                    | Клеменс Брахер Алайн Кнусер Мартін Маєр Фабіо Бадраун                           | 49.06    | 49.54   | 49.59   | 49.72   | 3:17.91 | +2.06       |
| 15    | 20    | Спортсмени-олімпійці з Росії | Максим Адріанов Олексій Зайцев Кондратенко Василь В'ячеславович Руслан Самітов  | 49.43    | 49.39   | 49.56   | 49.56   | 3:17.94 | +2.09       |
| 16    | 11    | Канада                       | Крістофер Спрінг Лассель Браун Браян Барнетт Невілл Райт                        | 49.06    | 49.54   | 49.46   | 49.86   | 3:17.96 | +2.11       |
| 17    | 17    | Велика Британія              | Бред Голл Нік Глісон Джоел Фірон Грег Каккетт                                   | 49.25    | 49.68   | 49.64   | 49.69   | 3:18.26 | +2.41       |
| 18    | 15    | Велика Британія              | Ламін Дін Бен Сімонс Тобі Олубі Ендрю Метьюс                                    | 49.44    | 49.45   | 49.66   | 49.74   | 3:18.29 | +2.44       |
| 19    | 22    | США                          | Нік Каннінгем Гакім Абдул-Сабур Крістофер Кінні Семюел Міченер                  | 49.60    | 49.50   | 49.74   | 49.70   | 3:18.54 | +2.69       |
| 20    | 19    | США                          | Джастін Олсен Натан Вебер Карло Вальдес Крістофер Фогт                          | 49.62    | 49.71   | 49.66   | 49.56   | 3:18.55 | +2.70       |
| 21    | 2     | Чехія                        | Домінік Дворжак Ярослав Копршива Ян Шинделарж Якуб Носек                        | 49.07    | 49.97   | 50.05   | Н/Д     | 2:29.09 | Н/Д         |
| 22    | 24    | Австрія                      | Маркус Трайхль Екеміні Бассей Маркус Глюк Марко Рангль                          | 49.73    | 49.83   | 49.68   | Н/Д     | 2:29.24 | Н/Д         |
| 23    | 23    | Бразилія                     | Едісон Бінділатті Едсон Рікардо Мартінс Одірлей Пессоні Рафаел Соуза да Сілва   | 49.75    | 49.94   | 49.80   | Н/Д     | 2:29.49 | Н/Д         |
| 24    | 28    | Чехія                        | Ян Врба Домінік Сухий Давід Егиди Ян Стокласка                                  | 49.73    | 49.81   | 50.05   | Н/Д     | 2:29.59 | Н/Д         |
| 25    | 4     | Австралія                    | Лукас Мата Девід Марі Лаклан Рейді Гейден Сміт                                  | 49.72    | 49.91   | 50.07   | Н/Д     | 2:29.70 | Н/Д         |
| 26    | 26    | Китай                        | Шао Юцзінь Лі Чуньцзянь Ван Сідон Ши Хао                                        | 49.79    | 50.01   | 49.94   | Н/Д     | 2:29.74 | Н/Д         |
| 27    | 25    | Італія                       | Сімоне Бертаццо Лоренцо Білотті Франческо Коста Сімоне Фонтана                  | 49.92    | 49.94   | 50.02   | Н/Д     | 2:29.88 | Н/Д         |
| 28    | 27    | Хорватія                     | Дражен Силич Мате Мезулич Бенедикт Нікпаль Антоніо Зелич                        | 50.18    | 50.64   | 50.63   | Н/Д     | 2:31.45 | Н/Д         |
| 29    | 29    | Румунія                      | Дорін Александру Грігоре Флорін Чезар Крачюн Левенте Барта Паул-Септіміу Мунтян | 50.55    | 50.79   | 50.81   | Н/Д     | 2:32.15 | Н/Д         |